# Staphylinochrous heringi
Staphylinochrous heringi là một loài bướm đêm thuộc họ Anomoeotidae. Loài này có ở Guinea Xích Đạo.